# Merlas
Merlas est une commune française située dans le département de l'Isère, en région Auvergne-Rhône-Alpes.
La plus grande partie de la commune est perchée à plus de 600 mètres d'altitude, dans la partie septentrionale du plateau jurassien du Grand Ratz, au pied du col des Mille Martyrs, non loin du massif de la Chartreuse. Merlas est une des communes adhérentes à la communauté d'agglomération du Pays voironnais et du parc naturel régional de Chartreuse.
Le lac de Saint-Sixte est situé dans un hameau éponyme de la commune. Des découvertes archéologiques effectuées dans le secteur immédiat de ce lac témoignent d'une présence humaine à l'époque romaine.
Les habitants de la commune sont dénommés les Merlantins.

## Géographie

### Situation et description
La commune est située dans le centre-est de la France en région Auvergne-Rhône-Alpes, dans la partie septentrionale du département de l'Isère et plus précisément, au nord de la ville de Voiron, dans une zone de plateau dominant la vallée de l'Ainan.
Le centre du bourg de Merlas se situe, par la route, à environ 16,4 km de Voiron. Le village est également situé, par la route, à 44 km de Grenoble, préfecture de l'Isère, 91 km de Lyon, préfecture de la région Auvergne-Rhône-Alpes, 319 km de Marseille, ainsi qu'à environ 561 km de Paris.

### Géologie
Le territoire de Merlas se situe entre des collines molassiques dites périalpines de l'avant-pays du Bas-Dauphiné et le prolongement septentrional du chaînon du Ratz.
Le col des Mille Martyrs, traversé par la RD28 et séparant le territoire de Merlas avec celui de Miribel-les-Échelles, est un simple replat sur la large échine par laquelle se prolonge un ensemble de chaînons jurassiens depuis le plateau du Ratz, au nord de Voreppe, jusqu'à la montagne de l'Épine en Savoie. L'Urgonien affleure presque en dalles structurales sur le flanc oriental de la montagne.

### Hydrographie

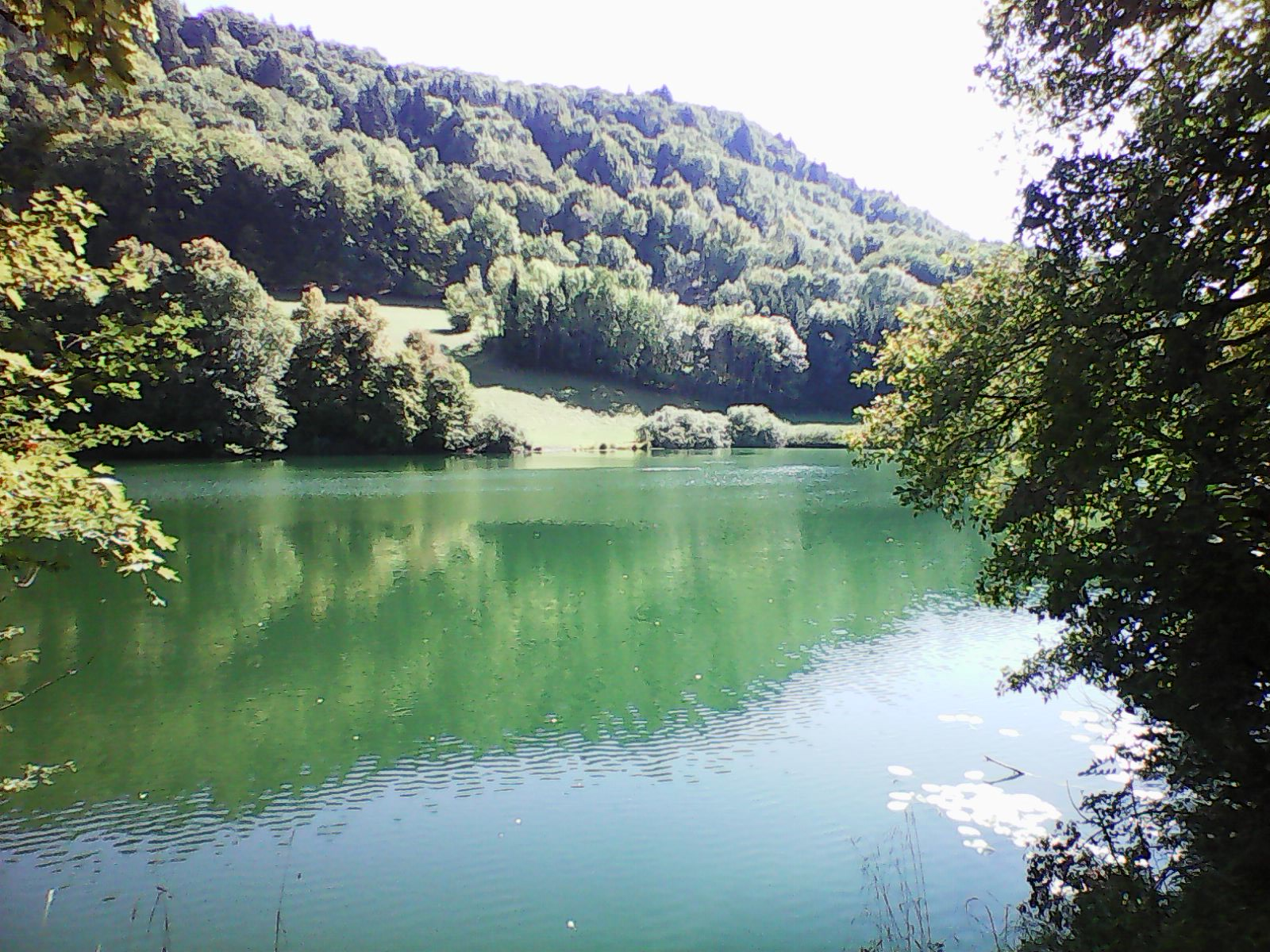
Lac de Saint-Sixte en septembre 2018.

C'est sur le territoire de la commune de Merlas que sont situées les sources de deux ruisseaux qui sont des affluents de la rivière de l'Ainan : l'Aigueblanche et le ruisseau de Crozarieu.
Un petit lac naturel, le lac de Saint-Sixte, d'une superficie de 5,64 hectares, est situé sur le plateau à environ trois kilomètres au sud-ouest du bourg.

### Climat
Pour des articles plus généraux, voir Climat d'Auvergne-Rhône-Alpes et Climat de l'Isère.
En 2010, le climat de la commune est de type climat de montagne, selon une étude du Centre national de la recherche scientifique s'appuyant sur une série de données couvrant la période 1971-2000. En 2020, Météo-France publie une typologie des climats de la France métropolitaine dans laquelle la commune est exposée à un climat de montagne ou de marges de montagne et est dans la région climatique Alpes du nord, caractérisée par une pluviométrie annuelle de 1 200 à 1 500 mm, irrégulièrement répartie en été.
Pour la période 1971-2000, la température annuelle moyenne est de 9,4 °C, avec une amplitude thermique annuelle de 17,2 °C. Le cumul annuel moyen de précipitations est de 1 436 mm, avec 10 jours de précipitations en janvier et 7,5 jours en juillet. Pour la période 1991-2020, la température moyenne annuelle observée sur la station météorologique de Météo-France la plus proche, « St Aupre_sapc », sur la commune de Saint-Aupre à 5 km à vol d'oiseau, est de 11,0 °C et le cumul annuel moyen de précipitations est de 1 376,9 mm,. Pour l'avenir, les paramètres climatiques de la commune estimés pour 2050 selon différents scénarios d'émission de gaz à effet de serre sont consultables sur un site dédié publié par Météo-France en novembre 2022.

### Voies de communication
Le territoire de la commune de Merlas est situé à l'écart des voies de grande circulation. L'autoroute la plus proche est l'A48 qui relie l'agglomération lyonnaise à celle de Grenoble.
Le territoire est cependant traversé par des routes départementales d'importance secondaire dont :
- la RD28 qui relie la commune de Saint-Geoire-en-Valdaine à celle de Saint-Laurent-du-Pont après avoir franchi le col des Mille Martyrs, à 874 m d'altitude ;
- la RD28a permet un raccordement du bourg de Merlas à la RD28, au niveau du hameau du Basset ;
- la RD49c relie la commune de Saint-Bueil à celle de Saint-Nicolas-de-Marcherin (hameau de Marcherin) après avoir traversé le hameau de La Chapelle-de-Merlas, le bourg et le hameau de Saint-Sixte. Elle permet, en outre, le raccordement de la RD82 à la RD28 et la RD49.

### Transports
La commune est desservie par une ligne du réseau transport du Pays voironnais, service public de transport en commun centré sur la ville de Voiron. Il s'agit de la ligne interurbaine TAD (« transport à la demande ») E1 qui relie Merlas à Saint-Geoire-en-Valdaine et Voiron.
Les deux gares ferroviaires les plus proches de la commune de Merlas sont la gare de Pont-de-Beauvoisin et la gare de Voiron.

## Urbanisme

### Typologie
Au 1er janvier 2024, Merlas est catégorisée commune rurale à habitat très dispersé, selon la nouvelle grille communale de densité à sept niveaux définie par l'Insee en 2022.
Elle est située hors unité urbaine et hors attraction des villes,.

### Occupation des sols
L'occupation des sols de la commune, telle qu'elle ressort de la base de données européenne d’occupation biophysique des sols Corine Land Cover (CLC), est marquée par l'importance des territoires agricoles (52,2 % en 2018), une proportion sensiblement équivalente à celle de 1990 (52,1 %). La répartition détaillée en 2018 est la suivante : 
forêts (47,8 %), prairies (37,5 %), zones agricoles hétérogènes (14,7 %). L'évolution de l’occupation des sols de la commune et de ses infrastructures peut être observée sur les différentes représentations cartographiques du territoire : la carte de Cassini (XVIIIe siècle), la carte d'état-major (1820-1866) et les cartes ou photos aériennes de l'IGN pour la période actuelle (1950 à aujourd'hui).

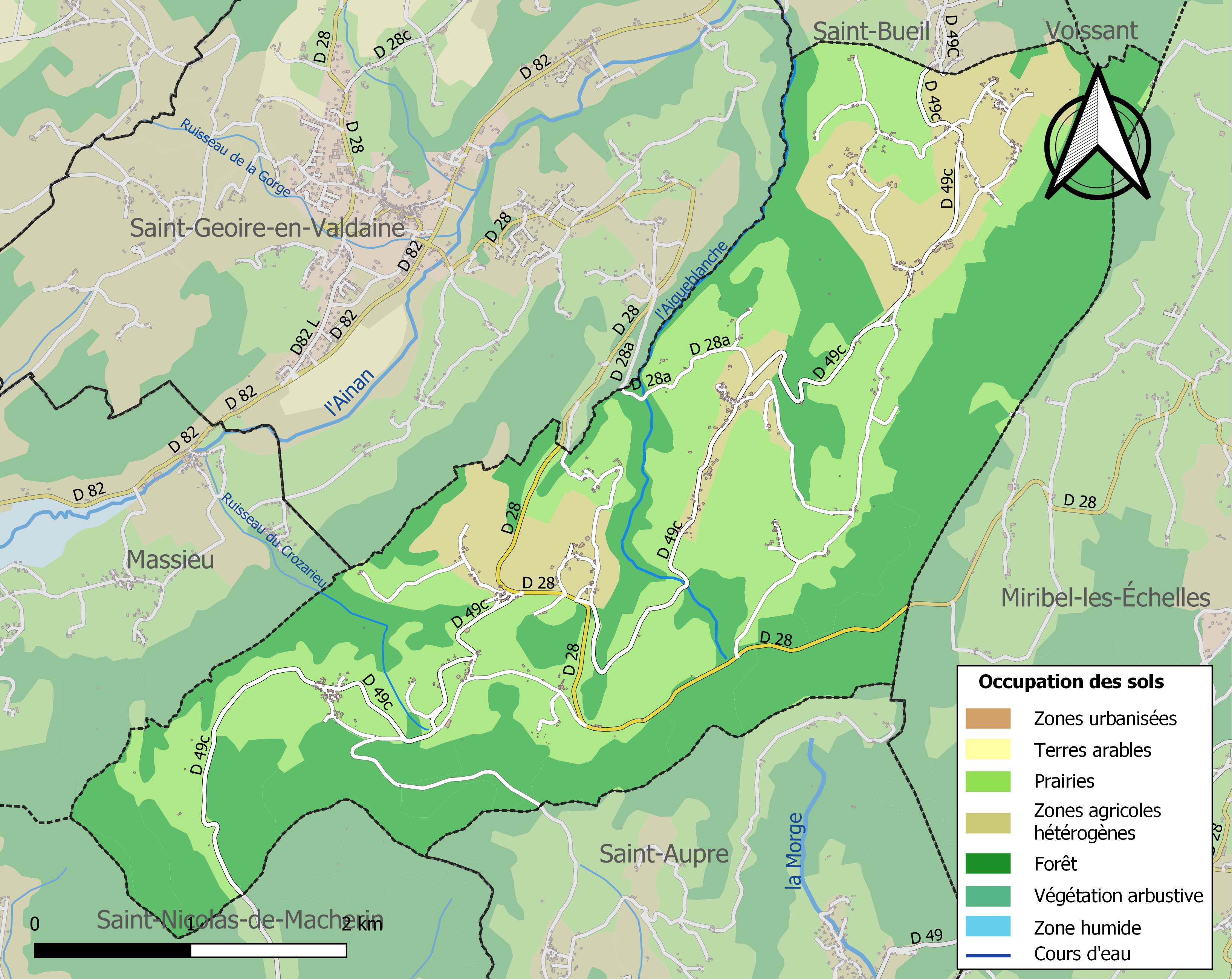
Carte des infrastructures et de l'occupation des sols de la commune en 2018 (CLC).

### Hameaux, lieux-dits et quartiers de la commune
Voici ci-dessous, la liste des différents hameaux, lieux-dits et quartiers qui composent le territoire de la commune de Merlas. Ces données sont présentées selon les références toponymiques fournies par le site géoportail.
| - la Chapelle de Merlas - Nouvellière - Reyssabot - Papon - Saint-Sixte - les Gorges - la Chassière | - la Fagotière - la Picoudière - Laya - le Mont - les Ailloudières - Merliette - la Garonnière | - la Caillatière - la Pivotiere - le Burlet - la Bourgeat - la Boutière - les Échelles |

### Risques naturels et technologiques

#### Risques sismiques
L'ensemble du territoire de la commune de Merlas est situé en zone de sismicité no 4 (sur une échelle de 1 à 5), en limite orientale de la zone de sismicité no 3.
| Type de zone | Niveau            | Définitions (bâtiment à risque normal) |
| ------------ | ----------------- | -------------------------------------- |
| Zone 4       | Sismicité moyenne | accélération = 1,6 m/s2                |

## Toponymie
Selon André Planck, auteur du livre L'origine du nom des communes du département de l'Isère, le village de Merlas se dénommait La Chanas durant l'époque médiévale. le nouveau nom, pris en 1680 est liée à la présence de la famille des « Merles » possédant des droits sur la paroisse (du latin « merulus »).
Tous les toponymes de Merlas sont dans "10 000 lieux en Pays Voironnais, tome 2"

## Histoire

### Préhistoire et Antiquité
Le dolmen dit la Pierre à la Marte atteste d'une présence humaine sur le territoire de la commune dès le Néolithique.
La région de se situe dans la partie occidentale du territoire antique des Allobroges, ensemble de tribus gauloises occupant l'ancienne Savoie, ainsi que la partie du Dauphiné, située au nord de la rivière Isère.
Des médailles datant de l'époque romaine aux effigies de Jules César et de l'empereur Auguste ont été retrouvés aux abords du lac de Saint-Sixte, situé sur la commune.

### Époque contemporaine

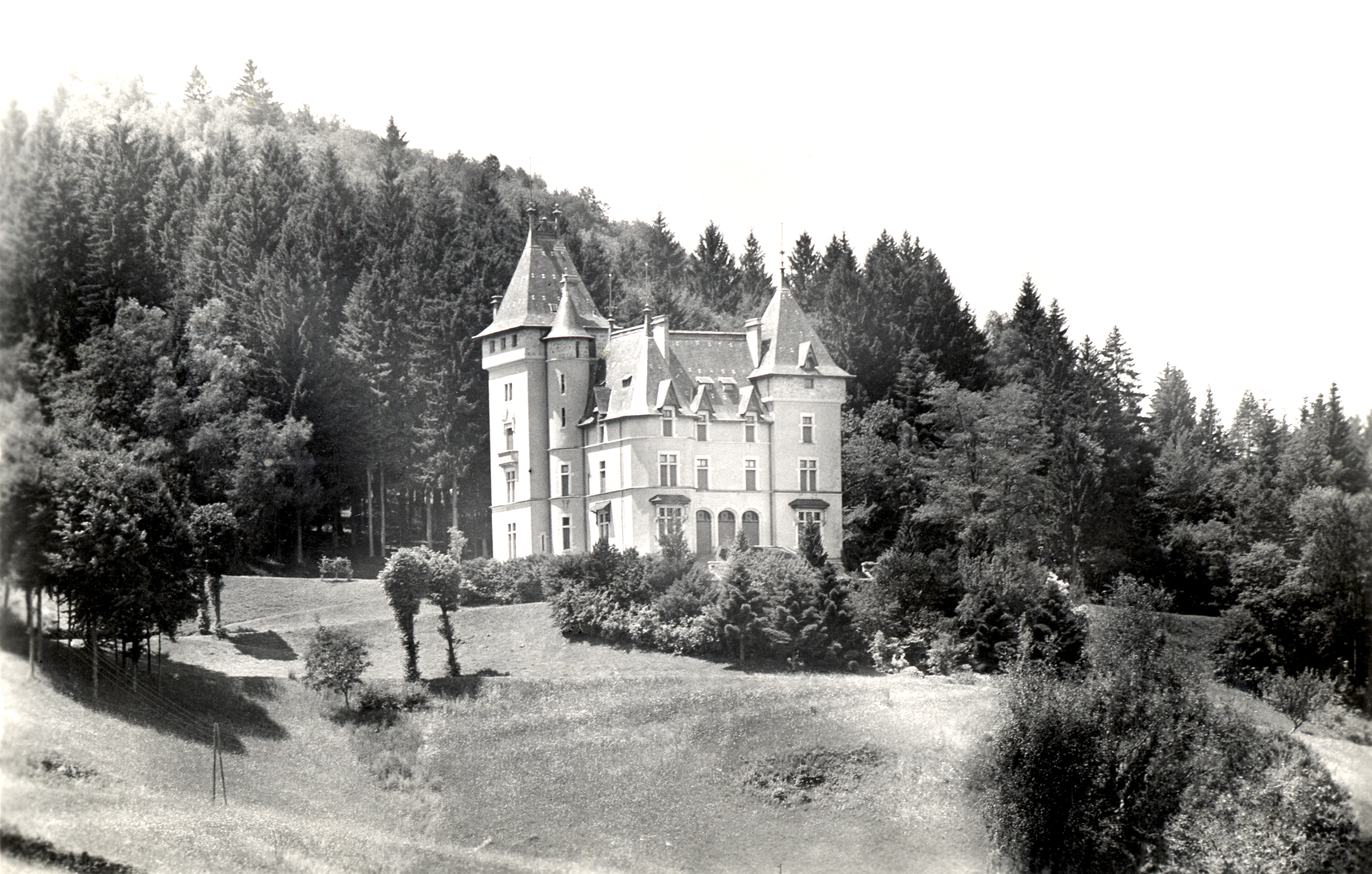
Le Château de Saint-Sixte en 1910

#### Révolution française et Empire
En décembre 1790, par ordonnance du directoire du district et confirmée par l'assemblée administrative du département, les trois paroisses de Saint-Sixte, Merlas et La Chapelle se séparent de la commune de Saint-Geoire-en-Valdaine pour former entre elles la commune de Merlas.

#### Seconde Guerre mondiale
Durant l'occupation allemande, de nombreux jeunes français de la région sont appelés pour contribuer au STO. Certains d'entre eux sont réfractaires et cherchent refuge dans les campagnes. Petit à petit, ces groupes s'organisent en mouvements de résistance à l'occupant. Un groupe dénommé AZUR se met en place dans le secteur de Saint-Sixte et celui-ci est dirigé par Élysé Billon-Laroute, ancien maire de Merlas. En avril 1944, ce mouvement reçoit des armes grâce à un parachutage des alliés, mais à la suite d'une dénonciation, les combattants sont menacés par les hommes de la Wehrmacht et le château de Saint-Sixte, considéré comme le quartier général de la résistance est incendié par les soldats allemands, le 21 juin 1944.

## Politique et administration

### Liste des maires
| Période                                  | Période          | Identité                          | Étiquette | Qualité  |
| ---------------------------------------- | ---------------- | --------------------------------- | --------- | -------- |
| 1790                                     | 1792 (inclus)    | Marc-Antoine D'Arnoux de Reignier |           |          |
| 1793                                     | 1800             | Ailloud-Perraud                   |           |          |
| 28 floréal 1800                          | 9 décembre 1827  | Marc-Antoine D'Arnoux de Reignier |           |          |
| 21 mars 1828                             | 21 janvier 1878  | Louis Garon-Guinaud               |           |          |
| 21 janvier 1878                          | 16 décembre 1888 | Jacques Gros-Balthazar            |           |          |
| 16 décembre 1888                         | 27 mai 1889      | Claude Perrier                    |           |          |
| 23 juin 1889                             | 21 février 1891  | Jacques Gros-Balthazar            |           |          |
| 19 avril 1891                            | 16 juin 1903     | Alexandre Gros-Balthazar          |           |          |
| 16 juin 1903                             | 21 juillet 1907  | Germain Ailloud-Goussard          |           |          |
| 21 juillet 1907                          | 17 mai 1908      | Joseph Garon                      |           |          |
| 17 mai 1908                              | 17 mai 1925      | Jean Burlet-Camborde              |           |          |
| 17 mai 1925                              | 19 mai 1929      | Elisée Billon-Laroute             |           |          |
| 19 mai 1929                              | 7 septembre 1936 | Julien-Joseph Gros Coissy         |           |          |
| 7 septembre 1936                         | 2 décembre 1942  | Joseph Rossat                     |           |          |
| 21 mars 1943                             | 26 août 1944     | Jean Burlet-Camborde              |           |          |
| 26 août 1944                             | 31 octobre 1947  | Elisée Billon-Laroute             |           |          |
| 31 octobre 1947                          | 26 mars 1977     | Marius Charat                     |           |          |
| 26 mars 1977                             | 17 mars 2001     | Georges Montagnat-Rentier         |           |          |
| 17 mars 2001                             | 30 mars 2014     | Bernard Gros-Balthazard           | DVD       |          |
| 30 mars 2014                             | 2020             | Jean Cailly                       | SE        | Retraité |
| 2020                                     | En cours         | Denis Grandperrin                 |           |          |
| Les données manquantes sont à compléter. |                  |                                   |           |          |

## Population et société

### Démographie
L'évolution du nombre d'habitants est connue à travers les recensements de la population effectués dans la commune depuis 1793. Pour les communes de moins de 10 000 habitants, une enquête de recensement portant sur toute la population est réalisée tous les cinq ans, les populations de référence des années intermédiaires étant quant à elles estimées par interpolation ou extrapolation. Pour la commune, le premier recensement exhaustif entrant dans le cadre du nouveau dispositif a été réalisé en 2005.

En 2022, la commune comptait 466 habitants, en évolution de −5,67 % par rapport à 2016 (Isère : +3,07 %, France hors Mayotte : +2,11 %).
| 1793 | 1800  | 1806  | 1821  | 1831  | 1836  | 1841  | 1846  | 1851  |
| ---- | ----- | ----- | ----- | ----- | ----- | ----- | ----- | ----- |
| 934  | 1 074 | 1 071 | 1 011 | 1 235 | 1 206 | 1 144 | 1 194 | 1 128 |

| 1856 | 1861 | 1866 | 1872 | 1876 | 1881 | 1886 | 1891 | 1896 |
| ---- | ---- | ---- | ---- | ---- | ---- | ---- | ---- | ---- |
| 988  | 980  | 980  | 970  | 985  | 921  | 921  | 907  | 888  |

| 1901 | 1906 | 1911 | 1921 | 1926 | 1931 | 1936 | 1946 | 1954 |
| ---- | ---- | ---- | ---- | ---- | ---- | ---- | ---- | ---- |
| 834  | 790  | 709  | 578  | 536  | 533  | 537  | 500  | 491  |

| 1962 | 1968 | 1975 | 1982 | 1990 | 1999 | 2005 | 2006 | 2010 |
| ---- | ---- | ---- | ---- | ---- | ---- | ---- | ---- | ---- |
| 424  | 373  | 290  | 320  | 381  | 405  | 458  | 463  | 496  |

| 2015 | 2020 | 2022 | - | - | - | - | - | - |
| ---- | ---- | ---- | - | - | - | - | - | - |
| 499  | 476  | 466  | - | - | - | - | - | - |

### Enseignement
Rattachée à l'académie de Grenoble, la commune de Merlas ne comporte aucun établissement scolaire depuis le 30 juin 1977, date à laquelle l'école primaire a fermé, les enfants étant scolarisés dans d'autres communes, notamment l'école de Saint-Bueil, située sur la route de Merlas.

### Équipements culturel et sportif
La commune de Merlas ne comporte aucun équipement sportif. Les équipements sportifs les plus proches de la commune se situent à Saint-Geoire-en-Valdaine avec notamment la salle polyvalente de la Martinette et une piscine municipale.

### Médias
Historiquement, le quotidien à grand tirage Le Dauphiné libéré consacre, assez régulièrement, y compris le dimanche, dans son édition du Voironnais à la Chartreuse, un ou plusieurs articles à l'actualité de la communauté de communes, du canton et quelquefois du village, ainsi que des informations sur les éventuelles manifestations locales, les travaux routiers, et autres événements divers à caractère local.
La commune est située sur l'aire de diffusion de radio Ici Isère, une radio publique qui émet sur tout le territoire du département de l'Isère.

### Cultes

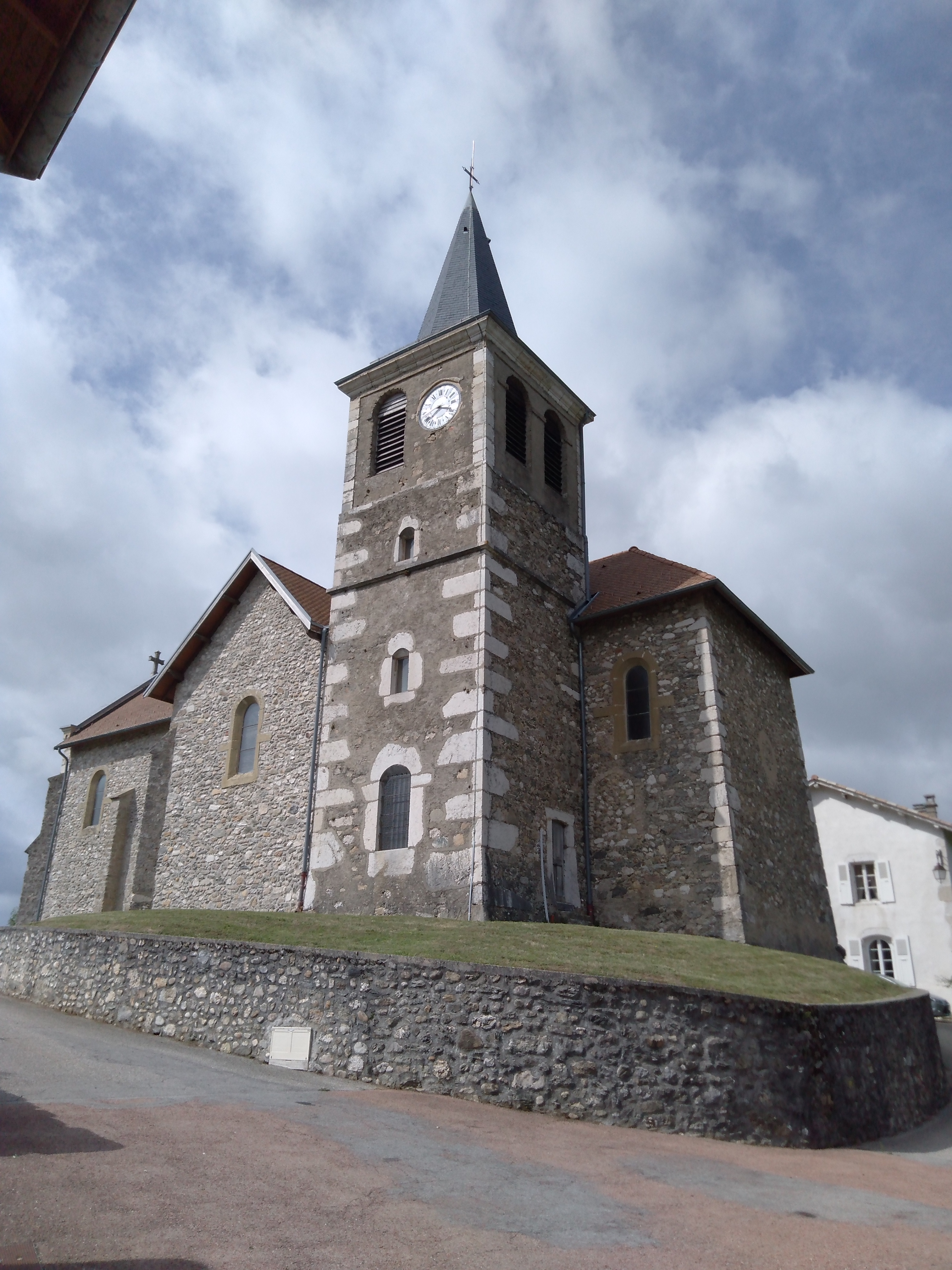
Église de Merlas

La communauté catholique et l'église de Merlas (propriété de la commune) dépendent de la paroisse Saint-Jacques de la Marche qui comprend vingt autres églises situées dans le même secteur du Voironnais. Cette paroisse est rattachée au diocèse de Grenoble-Vienne.

## Économie

### Secteur agricole et forestier
Le commune fait partie de l'aire géographique de production et transformation du « Bois de Chartreuse », la première AOC de la filière Bois en France,.

## Culture locale et patrimoine

### Lieux et monuments

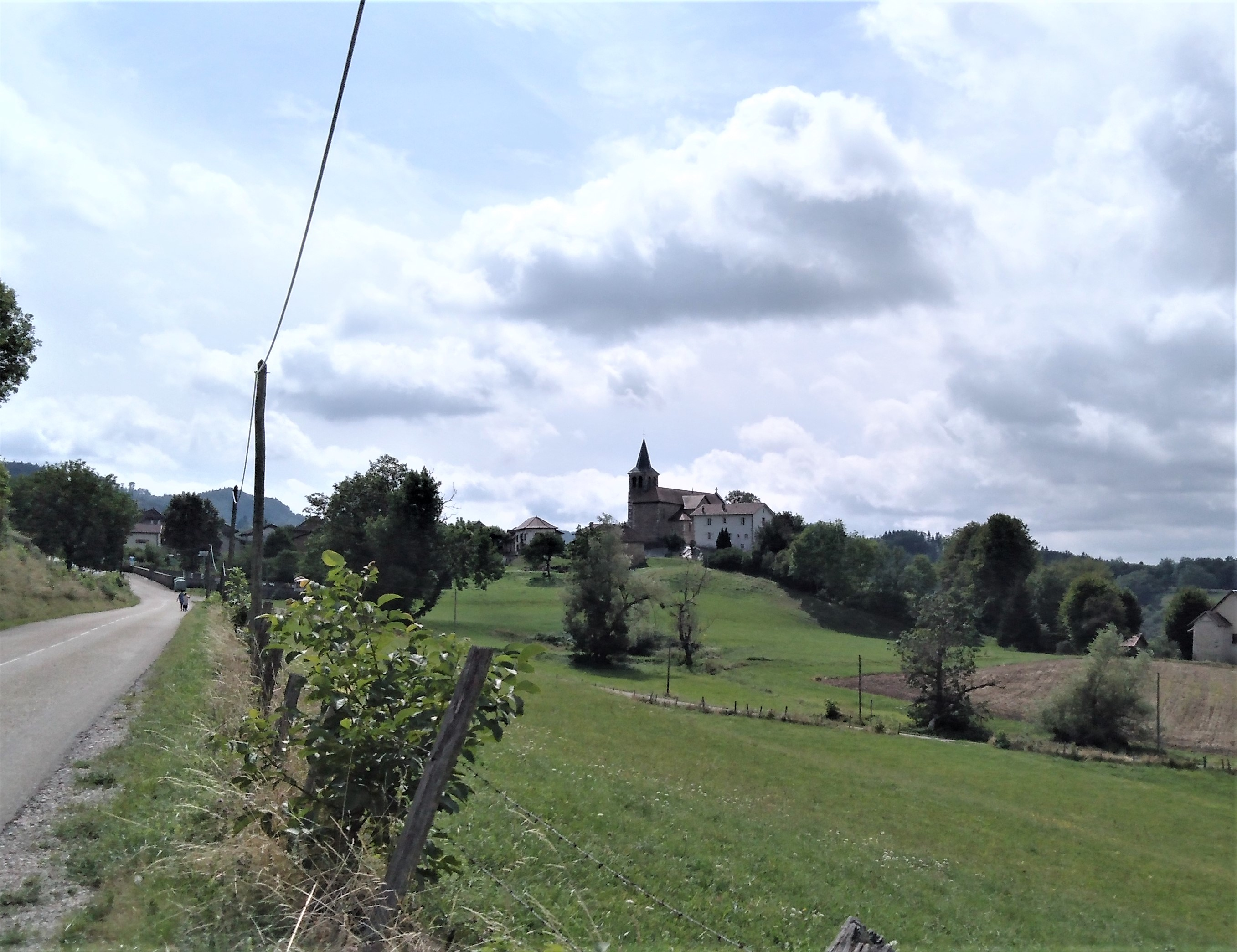
L'église de Merlas

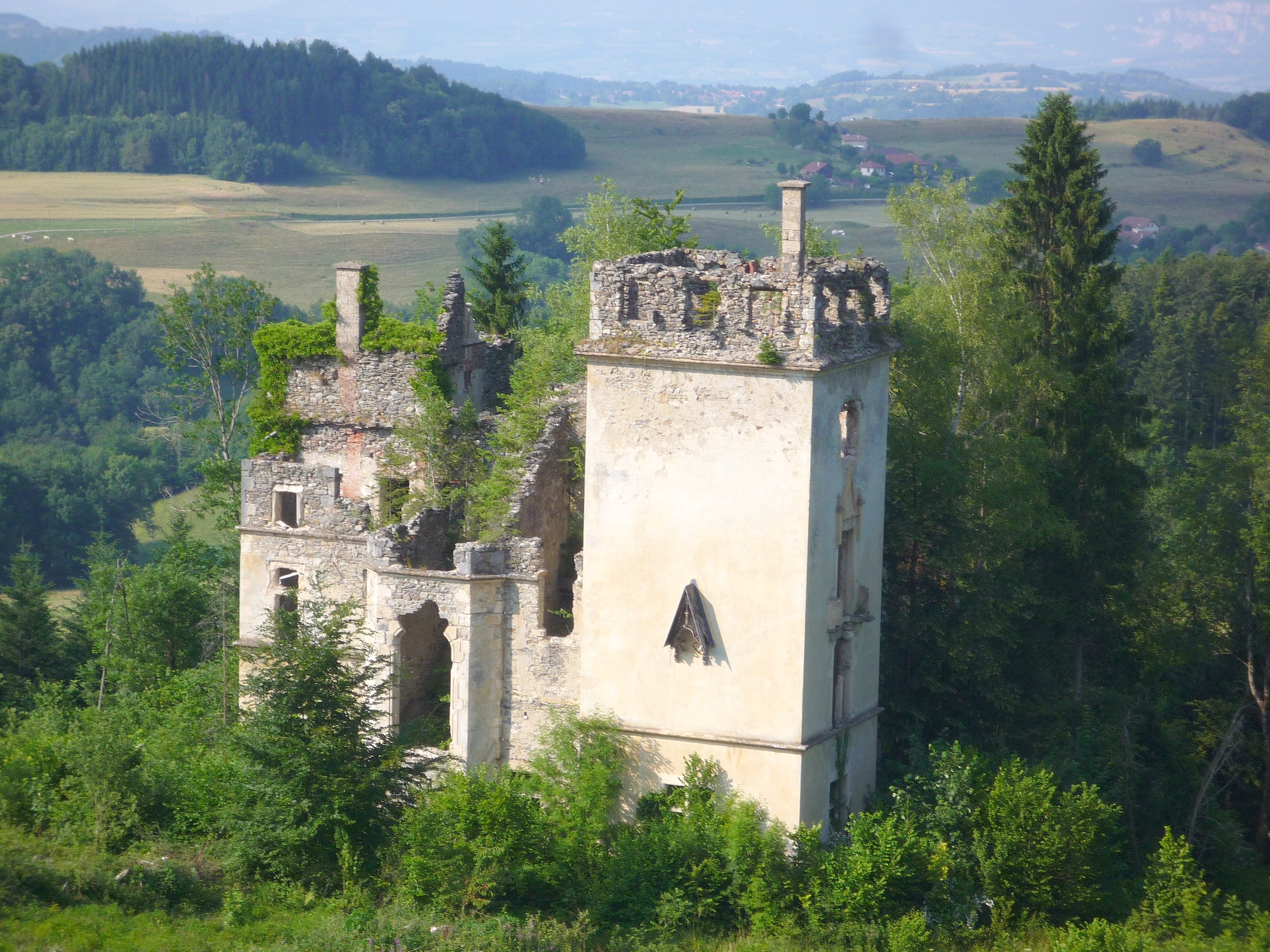
Les ruines actuelles du château de Saint-Sixte

#### Monuments religieux
- L'église Saint-Ferréol.
- L'église Notre Dame, située à La chapelle de Merlas[32].
- La chapelle Saint-Sixte, à crypte mérovingienne, construite à l'emplacement d'un temple d'époque romaine probablement dédié à Hercule[33], dans le voisinage de la motte castrale[34].

#### Monuments civils
Les ruines du château de Saint-Sixte évoquent la résidence d'été de l'industriel André Descours, fondateur du groupe Descours & Cabaud (né en 1854-décédé à Saint-Sixte en 1904, inhumé à Millery-Rhône). Occupé par des maquisards durant la Seconde Guerre mondiale, le château fut incendié par les Allemands en représailles. Des ruines subsistent dans les bois au-dessus du hameau de Saint-Sixte.

#### Autres monuments
- la Pierre à la Marte est un dolmen situé au nord-est du bourg.
- la Pierre à Mata est une grosse pierre naturelle située en limite communale avec Miribel-les-Échelles.
- les vestiges de la motte castrale de la Poype de Saint-Sixte, du XIe siècle[34].
- le monument aux morts communal qui se présente sous la forme d'un obélisque sur socle, entouré de grilles. Celui-ci présente le nom de l'ensemble des habitants de la commune morts pour la France au cours des deux conflits mondiaux et des conflits de l'AFN (1952-1962)[35].

### Patrimoine naturel
La commune, positionné au pied du col des Mille Martyrs (zone naturelle d'intérêt écologique, faunistique et floristique, classée sous le numéro régional, no 38000054, sur une surface de 2,6 hectares), fait partie du parc naturel régional de Chartreuse.
Le site du lac de Saint Sixte, situé sur le territoire de la commune de Merlas héberge selon, l'INPN, la ZNIEFF du « Lac et tourbière de Saint Sixte ».

### Personnalités liées à la commune
- Christian Bobin

Le lac de Saint-Sixte a été immortalisé par cet écrivain français grâce à son roman dénommé Geai.

### Héraldique
|  | Merlas possède des armoiries dont l'origine et le blasonnement exact ne sont pas disponibles. |